# Славина, Татьяна Андреевна
Татья́на Андре́евна Сла́вина (род. 6 ноября 1934, Ленинград, РСФСР, СССР) — советский и российский архитектор и градостроитель, специалист в области охраны культурного наследия, историк архитектуры, доктор архитектуры (1983), профессор, академик РААСН, руководитель ООО «Ассоциация исследователей Санкт-Петербурга» (1992—2003), научный руководитель ООО «Архитектурная мастерская Т. А. Славиной» (2003—2012).

## Биография
Родилась 6 ноября 1934 года в Ленинграде в семье инженера А. Г. Слепухина. В 1958 году окончила Ленинградский инженерно-строительный институт.
C 1965 по 1989 годы работала преподавателем в ЛИСИ (СПбГАСУ). Вела курсы: Введение в архитектурное проектирование, История и теория архитектуры. Руководила аспирантами.
Научная работа — исследования в области истории русской архитектуры, исследования архитектурного наследия Ленинградской области.
С 1989 по 1991 годы — заместитель директора по научной работе института ЛЕННИИТАГ (Государственный институт архитектуры в Санкт-Петербурге). С 1992 по 2003 год — генеральный директор ООО «Ассоциация исследователей Санкт-Петербурга». С 2003 по 2012 год — директор по научной работе ООО «Архитектурная мастерская Т. А. Славиной».
В 1983 году защитила диссертацию на тему «Закономерности архитектурного наследования (на материале истории русской архитектуры)» на соискание учёной степени доктора архитектуры по научной специальности 18.00.01 — Теория и история архитектуры.
 Член Коллегии советников Комитета по архитектуре и градостроительству. Член Правления Международного благотворительного фонда спасения Санкт-Петербурга.
Славина, Татьяна Андреевна — архитектор, педагог, исследователь истории и теории русской архитектуры, специалист в области охраны культурного наследия, общественный деятель; доктор архитектуры, профессор; действительный член Российской академии архитектуры и строительных наук. Член-корреспондент Международной академии архитектуры. Эксперт по проведению государственной историко-культурной экспертизы (до 2013 г.) В 1990-е гг. действительный член Академии гуманитарных наук; член-корреспондент Международной академии архитектуры в Москве (МААМ).

## Научная деятельность
Основные направления работы ООО «Ассоциация исследователей Санкт-Петербурга» и ООО «Архитектурная мастерская Т. А. Славиной»:
- разработка научно-методического обеспечения охраны объектов культурного наследия, в том числе методика историко-культурной экспертизы;
- проведены историко-культурные экспертизы около двух сотен памятников Петербурга и окрестностей. В их числе — такие объекты, как Дом советов, Большой Гостиный двор, стадион им. Кирова, усадьба в Знаменке, дом Лобановых-Ростовских, храм-памятник 300-летия дома Романовых.
- Подготовлены обоснования проектов новых зданий, в частности дворцового комплекса «Белый замок» (архитектор Антон Медведев (исследование «Особняк Ю. Дж. Деревянко и современная застройка вокруг Суздальских озёр»)[7].

Т. А. Славина — руководитель или участник проектов зон охраны городов Тихвина (исторический центр Тихвина благодаря Славиной фактически был сохранён от масштабного сноса в 1970 году), Перми, Ростова Великого.

## Критика деятельности
Т. А. Славину и возглавляемую ей мастерскую неоднократно обвиняли в содействии разрушения культурного наследия Санкт-Петербурга. По мнению градозащитников, она служила своего рода «похоронной мастерской», которая с лёгкостью подписывала разрешения на снос исторических зданий (Зоологический переулок, дом 4; Галерная, 6; Лиговский проспект № 26, 30, 34; ул. Эсперова, 7; Невский, 91 — Гончарная, 4; Фонтанка, 23 и так далее). Также именно ей был согласован проект новой биржи в Санкт-Петербурге, который грозил разрушить панораму Стрелки.

## Общественная деятельность (в разные годы)
- Президент общественной организации «Ассоциация исследователей Санкт-Петербурга»;
- Председатель редакционного совета Петербургские чтения;
- Член правления Ленинградского отделения фонда «Культурная инициатива»;
- Член Правления Международного благотворительного фонда спасения Санкт-Петербурга;
- Член Градостроительного совета Санкт-Петербурга;
- Член Совета по культурному наследию при Правительстве Санкт-Петербурга;
- Член Жюри комитета Анциферовской премии;
- Член Президиума и председатель Градостроительной комиссии ВООПИК Ленинградской области;
- Председатель жюри общегородских краеведческих чтений (Дворец творчества юных).

## Награды
- 2019 грамота за большой вклад в развитие науки (РААСН)[11]

## Интервью
- 2015 — Татьяна Славина: «Надоели мне градозащитники с этой „мастерской-киллером“!» / Т. А. Славина; беседовал Д. Ратников[8]
- 2021 — Конференция M&M. 21 сентября 2021 / Т. А. Славина; беседовала И. О. Бембель[12]

## Публикации
1. Константин Тон [Текст] / Т. А. Славина. — Л. : Стройиздат, 1989. — 224 с. : ил. — (Мастера архитектуры). — ISBN 5-274-00362-1
2. Владимир Щуко [Текст] / Т. А. Славина. — Л.: Лениздат, 1978. — 136 с. : ил.
3. Исследователи русского зодчества [Tекст] : русская историко-архитектурная наука XVIII — начала XX века / Т. А. Славина. — Л. : Изд-во Ленинградского университета, 1983. — 192 с. : ил.
4. История русской архитектуры. — Л.: ЛО Стройиздат, 1994. — 600 с. — (В соавт.)
5. Константин Тон [Текст] / Т. А. Славина. — Л. : Лениздат, 1982. — 151 с. : ил.
6. Владимир Суслов / А. В. Суслова, Т. А. Славина. — Л.: Стройиздат, 1978. — 87 с.